# Reserva natural integral de Muniellos
La reserva natural integral de Muniellos (en asturiano, Munieḷḷos [muˈnje.ʈʂos]) es una reserva natural localizada en el suroccidente del Principado de Asturias (España), entre los concejos de Cangas del Narcea e Ibias dentro del parque natural de las Fuentes del Narcea y del Ibias, y ocupa un espacio total de 59,7 km², comprende tres montes: el monte de Muniellos, La Viliella y el monte de Valdebois. La altitud va de los 680 m en las zonas más bajas hasta los 1640 m del pico de la Candanosa. El monte de Muniellos constituye el corazón de la reserva y comprende la cabecera del corto río Muniellos, un afluente del Narcea.
La reserva protege el mayor robledal de España y uno de los mejores conservados de Europa.
Muniellos fue declarado por la Unesco Reserva de la Biosfera en el año 2000 y Reserva Natural Integral por ley 9/2002 incluido en el ámbito del mencionado parque natural de las Fuentes del Narcea, Degaña e Ibias, creado ese mismo año.
Las visitas están restringidas y deben ser autorizadas por la Consejería de Medio Ambiente del Principado de Asturias, permitiéndose un máximo de 20 visitantes por día.

## Historia

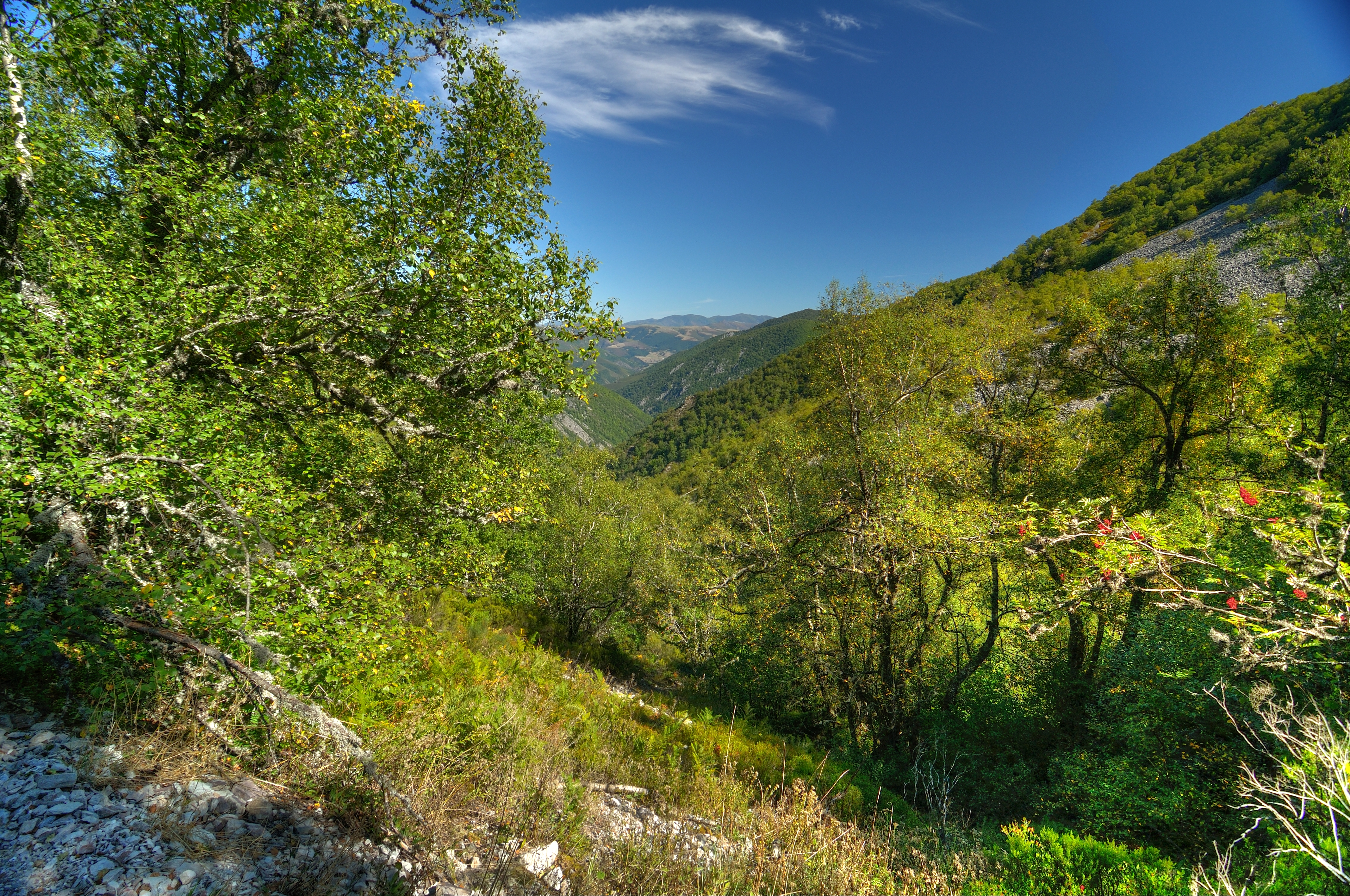
Panorámica cerca de la laguna de la Isla

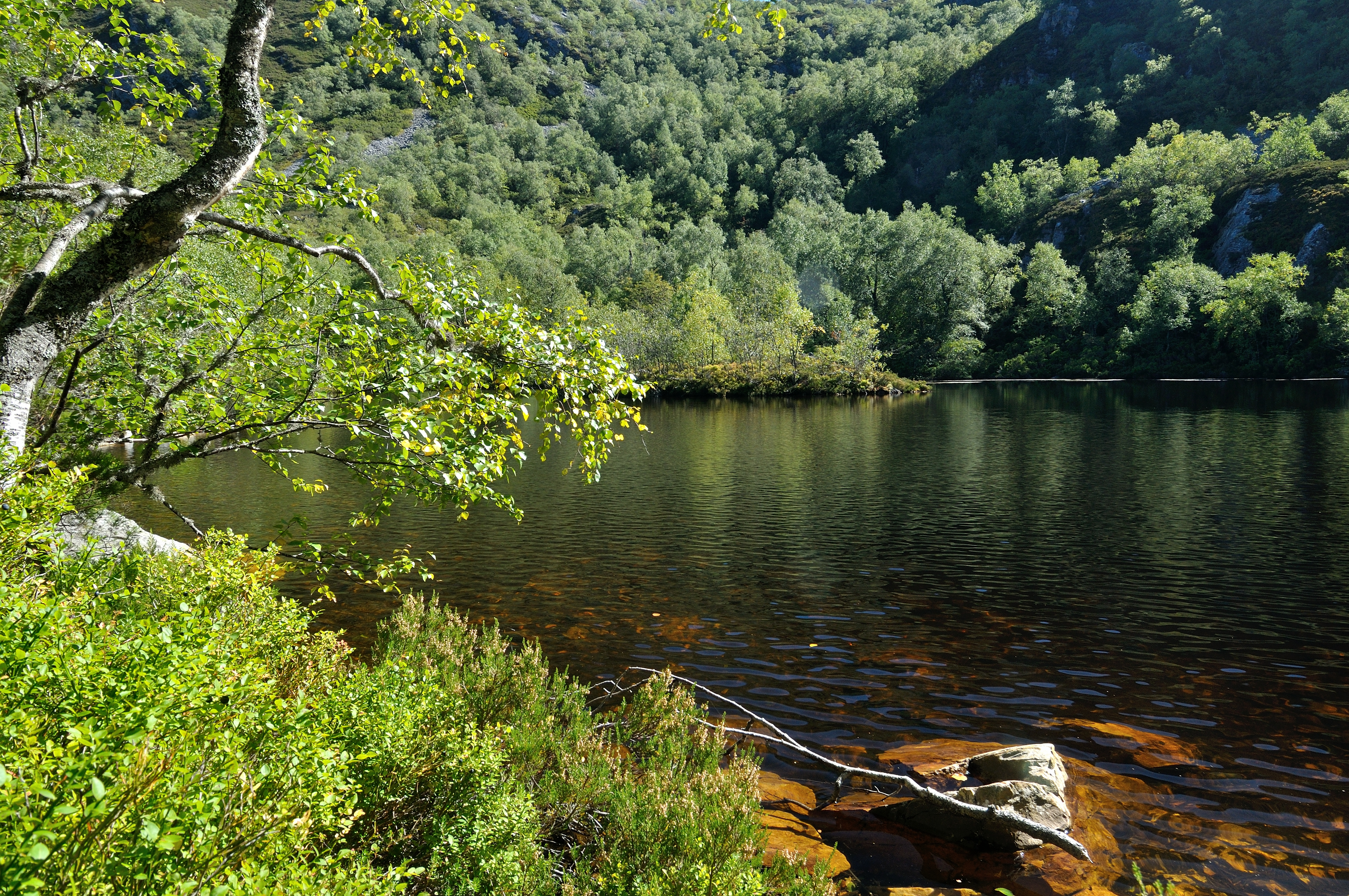
Laguna de la Isla, primera de las tres accesibles

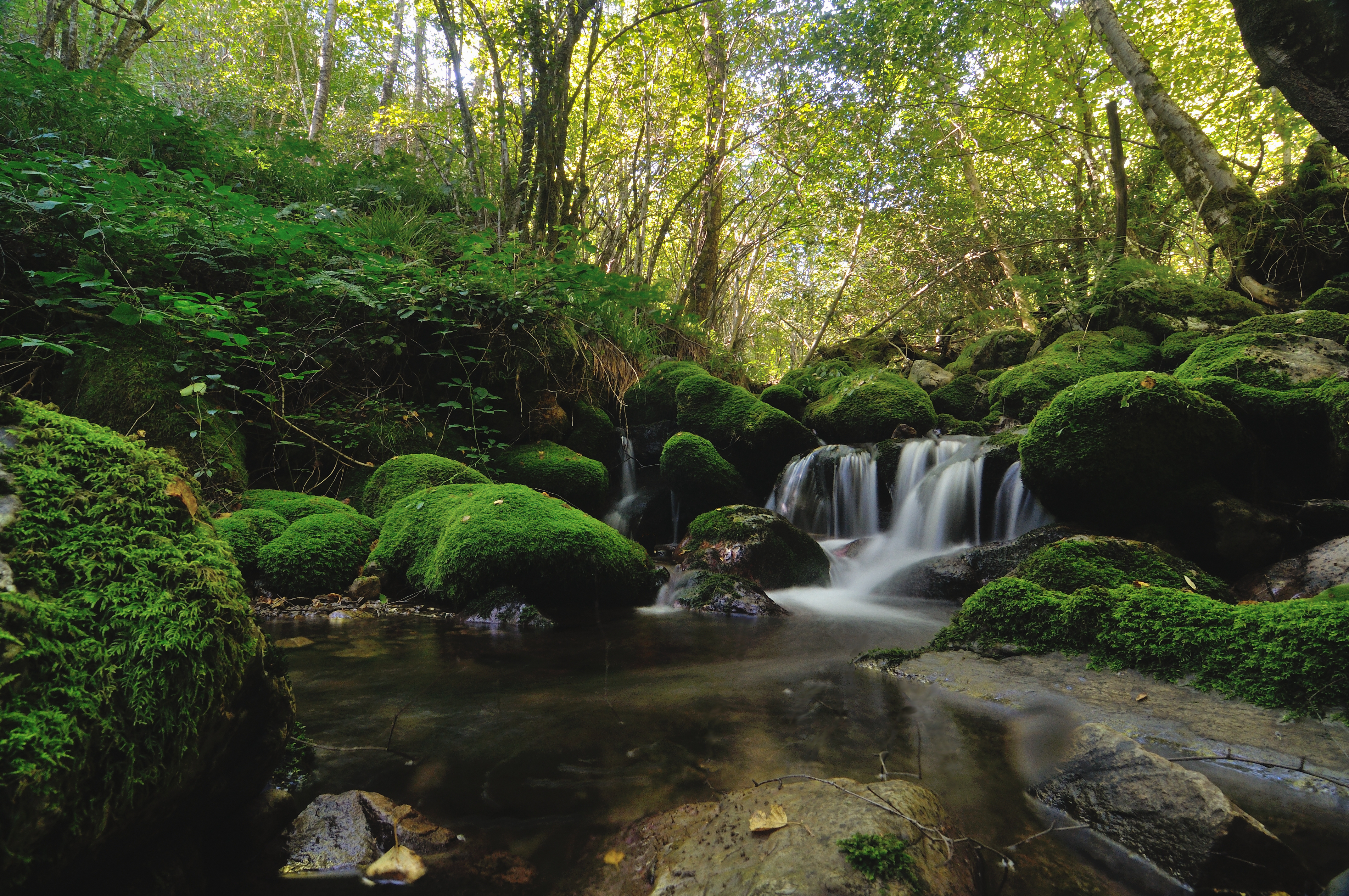
Río Muniellos que atraviesa la reserva

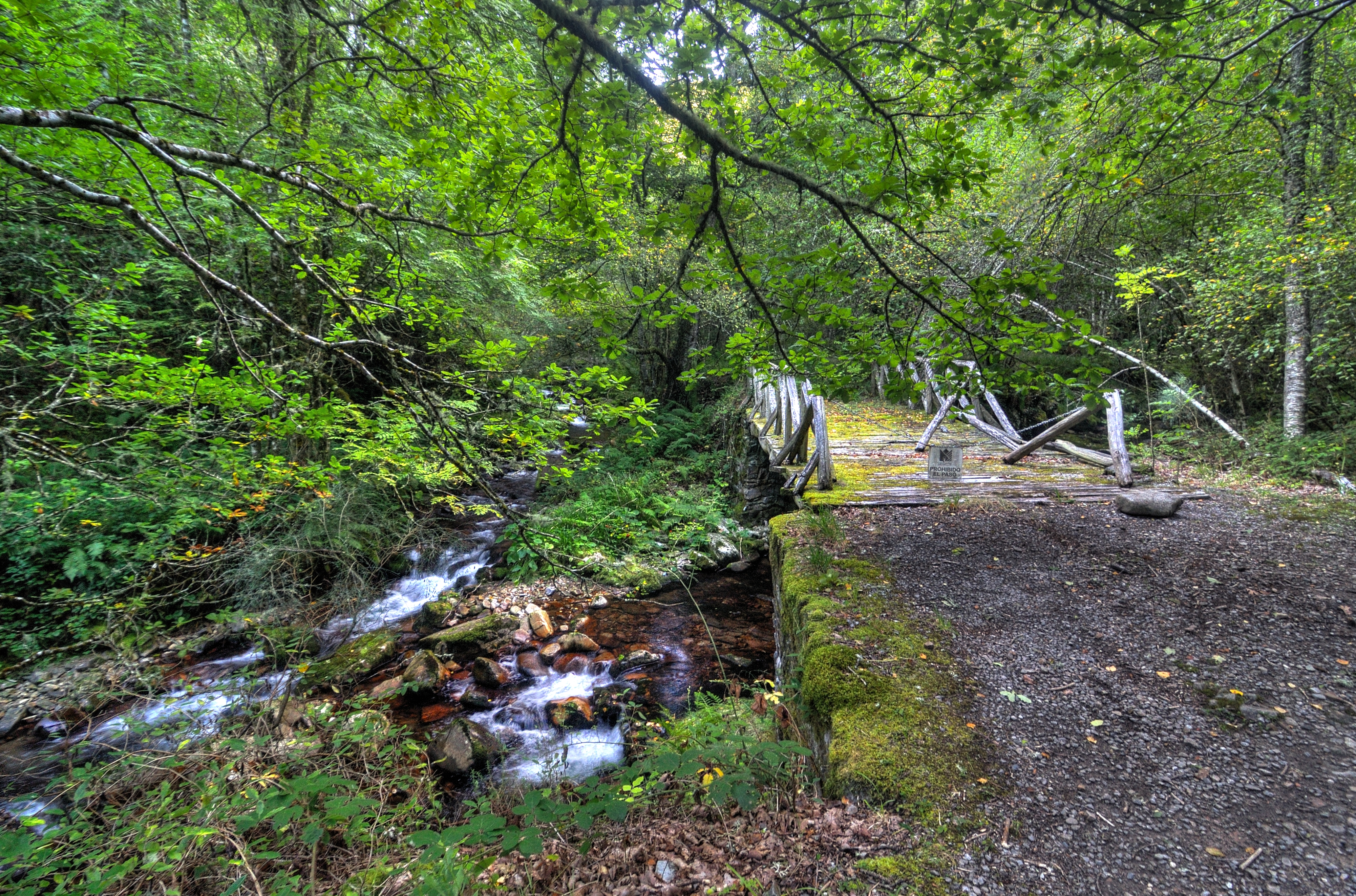
Puente de uno de los antiguos caminos del parque

Este bosque, objeto de leyendas y mitología astur, se asienta sobre un sustrato paleozoico de unos 500 millones de años de antigüedad. En él se pueden observar antiguos circos glaciares y las lleronas, canchales de cuarcitas desmenuzadas. Del origen glaciar de Munieḷḷos dan fe las lagunas del pico de la Candanosa.
El monte de Muniellos perteneció a los condes de Toreno. Ya se tiene noticia de la utilización de sus maderas a finales del siglo XVI en la reparación de los barcos que regresaron de la Armada Invencible. Su explotación comenzó hacia 1766, cuando surtió de madera a las construcciones navales de la Armada Española en Ferrol. El transporte de la madera desde el monte hasta la villa de Cangas se realizaba con carros de bueyes. Después, a través del río Narcea, era llevada hasta el puerto de San Esteban de Pravia. En 1789 se detiene la tala de madera en Muniellos para los buques de la Armada.
En la segunda mitad del siglo XIX se hace cargo de la explotación maderera del bosque la empresa Crédito Mobiliario Barcelonés. 
Sin embargo, numerosas voces se alzaban para solicitar la protección del bosque. Entre ellas la de Félix Rodríguez de la Fuente y el naturalista asturiano García Dory. La historia conservacionista de Muniellos había comenzado unos años antes, hacia 1964, año en que fue declarado Paisaje Pintoresco por el Ministerio de Cultura, desde Madrid. En 1973, el monte fue adquirido por el Estado a través del ICONA, y declarado Coto Nacional de Caza; desde entonces se prohibió la actividad cinegética y se protegió toda la fauna que vivía en sus montes. Desde este momento con el fin de incrementar la riqueza faunística natural, se estableció la veda de todo tipo de actividad cinegética.
En 1982 el monte de Muniellos fue sometido a un régimen de protección especial y declarado Reserva Biológica Nacional, por Real Decreto 3128/82; a partir de ahí se restringieron las visitas a 20 personas al día, se prohibió acampar, llevar perros, pescar, pernoctar en el bosque, etc. y hacía falta obtener una autorización para su visita. En 1988 se amplió la reserva hasta entonces 2695 ha, a su superficie actual, con la anexión de los montes de Valdebois (en Ibias, 1623 ha) y la Viliella (en Cangas del Narcea, 1224 ha). En el año 2000 se declaró Reserva de la Biosfera.
Fue declarado Reserva Natural Integral por Ley 9/2002. Está incluido en el ámbito del parque natural de Las Fuentes del Narcea, Degaña e Ibias.
Por su riqueza ornitológica la Reserva de Muniellos fue declarada Zona de Especial Protección para las Aves (ZEPA), disfrutando por tanto de las medidas de protección que derivan de la aplicación de la Directiva 79/409/CEE. Su consideración como ZEPA, así como su catalogación como Lugar de Importancia Comunitaria, supondrán en el futuro la integración en la red europea de espacios naturales protegidos Natura 2000.

## Flora
Las especies dominantes en Muniellos son el roble albar (Quercus petraea), el castaño (Castanea sativa) y el haya (Fagus sylvatica).
En los valles hay avellanos (Corylus avellana), arces (Acer pseudoplatanus), fresnos (Fraxinus excelsior), diversas especies de sauces (Salix spp.), y alisos (Alnus glutinosa). En las cotas altas aparece el bosque de abedul (Betula pubescens celtiberica).
La reserva sobresale por sus líquenes con representación de los géneros  Cladonia, Lecanora, Pertusaria, Rhizocarpon, Peltigera, Usnea, Fuscidea y Ochrolechia.

## Fauna

### Aves

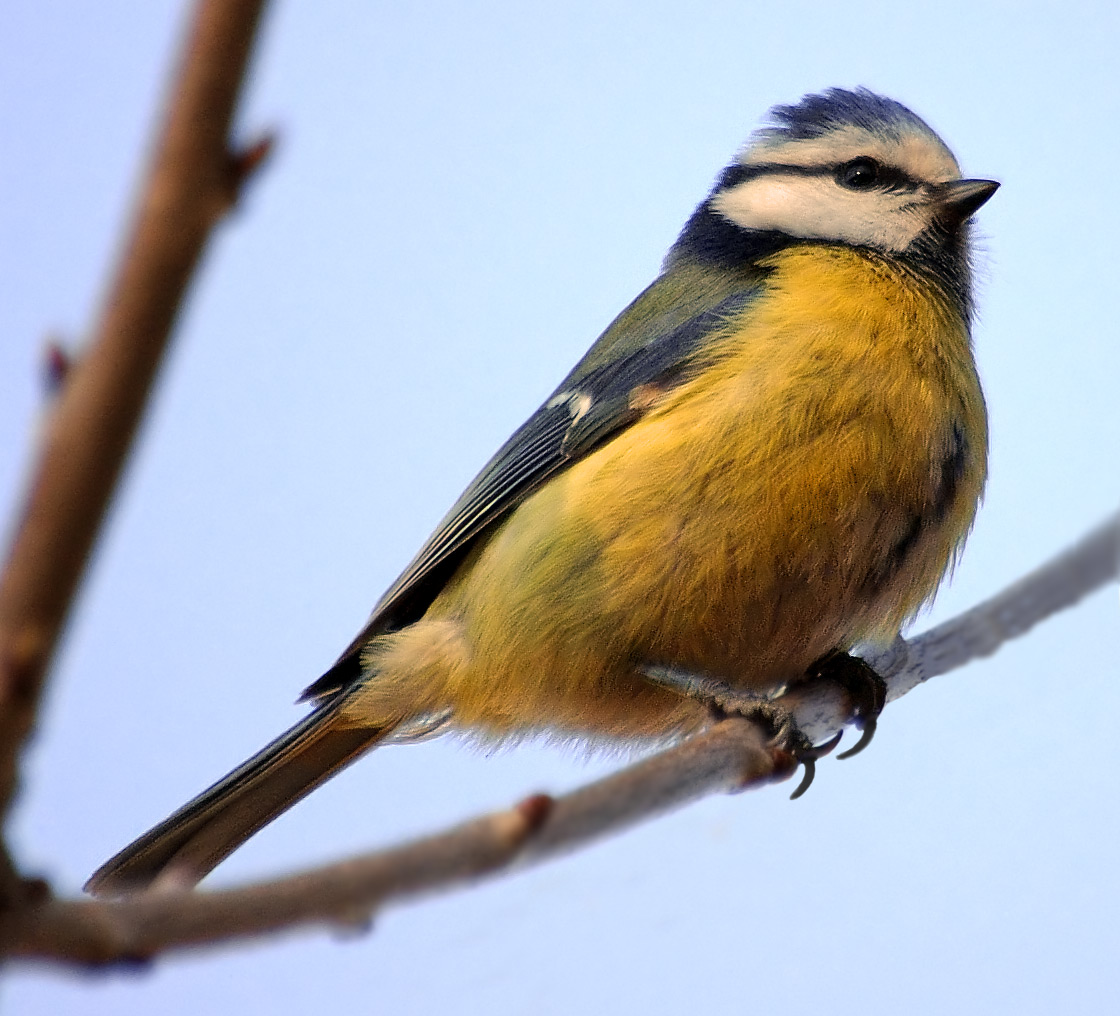
Herrerillo común.

Las dos especies de aves de mayor interés e más ligadas al bosque son el urogallo (Tetrao urogallus) y el pito negro (Dryocopus martius). Las más abundantes son los páridos (Paridae). Se puede observar el carbonero común (Parus major), el herrerillo común (Cyanistes caeruleus), herrerillo capuchino (Lophophanes cristatus), el mito (Aegithalos caudatus), el mirlo común (Turdus merula), la paloma torcaz (Columba palumbus), la perdiz pardilla (Perdix perdix), el gavilán (Accipiter nisus), y el ratonero común (Buteo buteo), así como el azor (Accipiter gentilis), el cernícalo vulgar (Falco tinnunculus), el aguilucho pálido (Circus cyaneus), el águila culebrera (Circaetus gallicus), el alcotán (Falco subbuteo) y el águila real (Aquila chrysaetos).
Entre las rapaces nocturnas destaca por su notable abundancia el cárabo común (Strix aluco); también está el mochuelo (Athene noctua), el búho chico (Asio otus), la lechuza común (Tyto alba) y el autillo (Otus scops).

### Mamíferos
El oso pardo (Ursus arctos cantabricus), el lobo (Canis lupus) (depredando fundamentalmente el corzo, el jabalí y a veces el rebeco), la nutria (Lutra lutra), el zorro (Vulpes vulpes) y el gato montés (Felis silvestris).
Existen en la zona guías especializados en fauna y flora que te mostrarán los hábitats de especies como el oso (familia Ursidae) y el lobo (Canis lupus). Ecotur organiza actividades de conocimiento de la biología del oso pardo y el lobo, en colaboración con la empresa de turismo de naturaleza NATUR.
También, en el entorno de Muniellos se organizan cursillos y campamentos medioambientales, utilizando como base de operaciones el Albergue de Vega de Hórreo.